# Secretário-geral do Partido Comunista da União Soviética
O Secretário-Geral do Comitê Central do Partido Comunista da União Soviética (em russo:  Генеральный секретарь ЦК КПСС, tr. Kommunisticheskaya partiya Sovetskovo Soyuza). era o líder do Partido Comunista da União Soviética (PCUS). De 1924 até a dissolução do país em 1991, o titular do cargo era o líder reconhecido da União Soviética.   Antes da ascensão de Josef Stalin, o cargo não era visto como um papel importante no governo de Vladimir Lenin e os ocupantes anteriores eram responsáveis por decisões técnicas e não políticas. 
Informalmente eram chamados (principalmente na imprensa) pelo acrônimo Gensek.
Oficialmente, o Secretário Geral controlava diretamente o Partido Comunista. No entanto, como o partido tinha o monopólio do poder político, o Secretário-Geral tinha de facto o controle executivo do governo soviético. Devido à capacidade do cargo de direcionar as políticas internas e externas do estado e à sua preeminência sobre o Partido Comunista Soviético, era de facto o mais alto cargo da União Soviética.

## História
Antes da Revolução de Outubro, o trabalho do secretário do partido era em grande parte o de um burocrata. Após a tomada do poder pelos bolcheviques, o Gabinete do Secretário Responsável foi criado em 1919 para realizar trabalhos administrativos.  Após a vitória bolchevique na Guerra Civil Russa, o Gabinete do Secretário-Geral foi criado por Vladimir Lenin em 1922 com a intenção de servir a um propósito puramente administrativo e disciplinar. Sua tarefa principal seria determinar a composição dos membros do partido e atribuir cargos dentro do partido. O Secretário Geral também supervisionava a gravação dos eventos do partido e era responsável por manter os líderes e membros do partido informados sobre as atividades do partido.
Ao montar seu gabinete, Lenin nomeou Josef Stalin como Secretário Geral. Nos anos seguintes, Stalin foi capaz de usar os princípios do centralismo democrático para transformar o seu cargo no de líder do partido e, eventualmente, no de líder da União Soviética.  Trótski atribuiu sua nomeação à recomendação inicial de Grigory Zinoviev. Esta visão foi apoiada por vários historiadores. Segundo o historiador russo Vadim Rogovin, a eleição de Stalin para o cargo ocorreu após o Décimo Primeiro Congresso do Partido (março-abril de 1922), no qual Lenin, devido à sua saúde debilitada, participou apenas esporadicamente e compareceu apenas a quatro das doze sessões do Congresso.
Alguns historiadores consideram que a morte prematura do proeminente bolchevique Yakov Sverdlov foi um fator-chave para facilitar a ascensão de Josef Stalin à posição de liderança na União Soviética. Em parte, porque Sverdlov serviu como presidente original do secretariado do partido e foi considerado um candidato natural para o cargo de Secretário-Geral.
Antes da morte de Lenin em 1924, o mandato de Stalin como Secretário-Geral já estava a ser criticado. Nos últimos meses de Lenin, ele escreveu um panfleto que pedia a remoção de Stalin, alegando que ele estava se tornando autoritário e abusando de seu poder. O panfleto desencadeou uma crise política que colocou em risco a posição de Stalin como Secretário Geral, e uma votação foi realizada para removê-lo do cargo. Com a ajuda de Grigory Zinoviev e Lev Kamenev, Stalin conseguiu sobreviver ao escândalo e permaneceu em seu posto. Após a morte de Lenin, Stalin começou a consolidar seu poder usando o cargo de Secretário Geral. Em 1928, ele já havia se tornado, sem dúvida, o líder de fato da URSS, enquanto o cargo de Secretário Geral se tornou o mais alto cargo da nação. Em 1934, o 17º Congresso do Partido se absteve de reeleger formalmente Stalin como Secretário Geral. No entanto, Stalin foi reeleito para todos os outros cargos que ocupou e permaneceu como líder do partido sem diminuição.
Na década de 1950, Stalin retirou-se cada vez mais dos negócios do Secretariado, deixando a supervisão do órgão a Geórgiy Malenkov, possivelmente para testar as suas capacidades como potencial sucessor.  Em outubro de 1952, no 19º Congresso do Partido, Stalin reestruturou a liderança do partido. O seu pedido, expresso através de Malenkov, para ser dispensado das suas funções no secretariado do partido devido à sua idade, foi rejeitado pelo congresso do partido, uma vez que os delegados não tinham a certeza sobre as intenções de Stalin.  No final, o congresso aboliu formalmente o cargo de Secretário-Geral de Stalin, embora Stalin permanecesse como o secretário do partido com o posto mais alto e mantivesse o controlo final do partido.  Quando Stalin morreu em 5 de março de 1953, Malenkov foi considerado o membro mais importante do Secretariado, que também incluía Nikita Khrushchov, entre outros. Sob uma troika de curta duração composta por Malenkov, Beria e Molotov, Malenkov tornou-se presidente do Conselho de Ministros, mas foi forçado a renunciar ao Secretariado nove dias depois, em 14 de março. Isto deixou efectivamente Khrushchov no controlo do governo,  e ele foi eleito para o novo cargo de Primeiro Secretário do Partido Comunista da União Soviética no plenário do Comité Central em 14 de Setembro do mesmo ano. Khrushchov posteriormente superou seus rivais, que tentaram desafiar suas reformas políticas. Ele foi capaz de remover completamente Malenkov, Molotov e Lazar Kaganovich (um dos mais antigos e próximos associados de Stalin) do poder em 1957, uma conquista que também ajudou a reforçar a supremacia do cargo de Primeiro Secretário. 
Em 1964, a oposição dentro do Politburo e do Comitê Central, que vinha aumentando desde o rescaldo da Crise dos Mísseis de Cuba, levou à remoção de Khrushchov do cargo. Leonid Brejnev sucedeu Khrushchov como Primeiro Secretário, mas foi inicialmente obrigado a governar como parte de uma liderança coletiva, formando outra troika com o primeiro-ministro Alexei Kosygin e o presidente Nikolai Podgorny.  O gabinete foi renomeado para Secretário-Geral em 1966.  A liderança colectiva foi capaz de limitar os poderes do Secretário-Geral durante a Era Brejnev.  A influência de Brejnev cresceu ao longo da década de 1970, pois ele conseguiu manter o apoio evitando quaisquer reformas radicais.  Após a morte de Brejnev, Iúri Andropov e Konstantin Chernenko puderam governar o país da mesma forma que Brejnev.  Mikhail Gorbatchov governou a União Soviética como Secretário-Geral até 1990, quando o Partido Comunista perdeu seu monopólio de poder sobre o sistema político. O cargo de Presidente da União Soviética foi estabelecido para que Gorbachev pudesse manter o seu papel como líder da União Soviética.  Após o golpe fracassado de agosto de 1991, Gorbatchov renunciou ao cargo de Secretário-Geral.  Ele foi sucedido por seu vice, Vladimir Ivashko, que serviu apenas por cinco dias como Secretário-Geral Interino antes de Boris Iéltsin, o recém-eleito Presidente da Rússia, suspender todas as atividades no Partido Comunista.  Após a proibição do partido, a União dos Partidos Comunistas – Partido Comunista da União Soviética (UCP–PCUS) foi criada por Oleg Shenin em 1993 e se dedica a reviver e restaurar o PCUS. A organização tem membros em todas as antigas repúblicas soviéticas. 

## Lista de titulares
| Retrato | Nome (Nascimento–Morte)                                                                            | Mandato                                                                                            | Mandato                                                                                            | Mandato                                                                                            | Notas |
| Retrato | Nome (Nascimento–Morte)                                                                            | Posse                                                                                              | Fim do Mandato                                                                                     | Duração                                                                                            | Notas |
| Presidente do Secretariado do Comitê Central do Partido Comunista Russo (Bolcheviques) (1918–1919)         | Presidente do Secretariado do Comitê Central do Partido Comunista Russo (Bolcheviques) (1918–1919) | Presidente do Secretariado do Comitê Central do Partido Comunista Russo (Bolcheviques) (1918–1919) | Presidente do Secretariado do Comitê Central do Partido Comunista Russo (Bolcheviques) (1918–1919) | Presidente do Secretariado do Comitê Central do Partido Comunista Russo (Bolcheviques) (1918–1919) | Presidente do Secretariado do Comitê Central do Partido Comunista Russo (Bolcheviques) (1918–1919) |
| --- | -------------------------------------------------------------------------------------------------- | -------------------------------------------------------------------------------------------------- | -------------------------------------------------------------------------------------------------- | -------------------------------------------------------------------------------------------------- | --- |
| A man in a black suit, black shirt and wearing a pair of glasses                                           | Yakov Sverdlov (1885–1919)                                                                         | 8 de março de 1918                                                                                 | 16 de março de 1919 †                                                                              | 1 ano, 8 dias                                                                                      | Sverdlov foi um dos cinco secretários eleitos para o primeiro Secretariado no 6º Congresso do Partido, em 19 de agosto de 1917, e ascendeu ao primeiro lugar entre eles antes de ser eleito presidente no 7º Congresso. Até Stalin, o gabinete era principalmente responsável por questões técnicas, e não políticas. |
| Secretário Responsável do Comitê Central do Partido Comunista Russo (Bolcheviques) (1919–1922)             | | | | | |
| A woman wearing dark clothes and using a pair of glasses                                                   | Elena Stasova (1873–1966)                                                                          | 25 de março de 1919                                                                                | 29 de novembro de 1919                                                                             | 249 dias                                                                                           | Stasova serviu anteriormente como secretária original do Comitê Central, nomeada em 13 de março de 1917, e como membro do primeiro Secretariado, onde seu título era Secretária Técnica. Foi eleita Secretária Responsável no 8º Congresso do Partido. |
| A man in a grey suit, light shirt and dark tie                                                             | Nikolay Krestinsky (1883–1938)                                                                     | 29 de novembro de 1919                                                                             | 16 de março de 1921                                                                                | 1 ano, 107 dias                                                                                    | Quando Krestinsky foi eleito Secretário Responsável, Stasova foi rebaixada a Secretária. |
| A man in a dark suit, light shirt and dark tie, smiling                                                    | Viatcheslav Molotov (1890–1986)                                                                    | 16 de março de 1921                                                                                | 3 de abril de 1922                                                                                 | 1 ano, 18 dias                                                                                     | Molotov foi eleito Secretário Responsável no 10º Congresso do Partido. O Congresso decidiu que o cargo de Secretário Responsável deveria estar presente nas sessões plenárias do Politburo. Como resultado, Molotov tornou-se candidato a membro do Politburo. |
| Secretário-Geral do Comitê Central do Partido Comunista da União (Bolcheviques) (1922–1952)                | | | | | |
| | Josef Stalin (1878–1953)                                                                           | 3 de abril de 1922                                                                                 | 16 de outubro de 1952                                                                              | 30 anos, 196 dias                                                                                  | Stalin, eleito Secretário-Geral no 11º Congresso do Partido, usou o cargo para nomear membros leais a cargos no partido e criar uma forte base de poder para si. Não foi formalmente reeleito Secretário-Geral no 17º Congresso do Partido, em 1934, e o cargo raramente foi mencionado depois disso. Em 16 de outubro de 1952, Stalin aboliu formalmente o cargo no 19º Congresso do Partido, mas manteve o poder máximo e sua posição como Presidente do Conselho de Ministros até sua morte em 5 de março de 1953. Com um mandato de 30 anos e 7 meses, Stalin foi o Secretário-Geral com mais tempo de serviço, servindo quase metade de toda a existência da URSS. |
| Primeiro Secretário do Comitê Central do Partido Comunista da União Soviética (1953–1966)                  | | | | | |
| An elderly bald man in a suit, with several medals pinned on it                                            | Nikita Khrushchov (1894–1971)                                                                      | 7 de setembro de 1953                                                                              | 14 de outubro de 1964                                                                              | 11 anos, 30 dias                                                                                   | Após a morte de Stalin, Geórgiy Malenkov ocupou brevemente o primeiro lugar no Secretariado até ser forçado a ceder o seu cargo a Khrushchov em 14 de março de 1953. Em setembro, Khrushchov foi eleito Primeiro Secretário, restabelecendo o cargo. Khrushchov foi removido da liderança em 1964 e substituído por Leonid Brejnev. |
| | Leonid Brejnev (1906–1982)                                                                         | 14 de outubro de 1964                                                                              | 8 de abril de 1966                                                                                 | 1 ano, 176 dias                                                                                    | Brejnev fazia parte de uma liderança coletiva. Ele formou um Triunvirato não oficial (também conhecido pelo nome russo troika) ao lado do primeiro-ministro do país, Alexei Kossygin, e Nikolai Podgorny, que se tornou Presidente do Presidium em 1965. O cargo de Primeiro Secretário foi renomeado para Secretário-Geral no 23º Congresso do Partido em 1966. |
| Secretário-Geral do Comitê Central do Partido Comunista da União Soviética (1966–1991)                     | | | | | |
| | Leonid Brejnev (1906–1982)                                                                         | 8 de abril de 1966                                                                                 | 10 de novembro de 1982 †                                                                           | 16 anos, 216 dias                                                                                  | Os poderes e funções de Brejnev como Secretário-Geral eram limitados pela liderança colectiva. Na década de 1970, a influência de Brejnev excedeu a de Kosygin e Podgorny, pois ele conseguiu manter o apoio evitando quaisquer reformas radicais. |
| | Iúri Andropov (1914–1984)                                                                          | 12 de novembro de 1982                                                                             | 9 de fevereiro de 1984 †                                                                           | 1 ano, 89 dias                                                                                     | Ele surgiu como o sucessor mais provável de Brejnev como presidente do comitê encarregado de administrar o funeral de Brejnev . Andropov governou o país da mesma forma que Brejnev antes de morrer. |
| | Konstantin Chernenko (1911–1985)                                                                   | 13 de fevereiro de 1984                                                                            | 10 de março de 1985 †                                                                              | 1 ano, 25 dias                                                                                     | Chernenko tinha 72 anos quando foi eleito para o cargo de Secretário-Geral e estava com a saúde rapidamente debilitada. Tal como Andropov, Chernenko governou o país da mesma forma que Brejnev o tinha feito. |
| A man in a grey suit, white shirt and dark tie, balding with grey hair, he has a birthmark on his forehead | Mikhail Gorbatchov (1931–2022)                                                                     | 11 de março de 1985                                                                                | 24 de agosto de 1991                                                                               | 6 anos, 166 dias                                                                                   | O Congresso dos Deputados do Povo de 1990 removeu o Artigo 6 da Constituição Soviética de 1977, resultando na perda da posição do Partido Comunista como "força dirigente e orientadora da sociedade soviética". Os poderes do Secretário-Geral foram drasticamente reduzidos. Durante o restante de seu mandato, Gorbatchov governou como Presidente da União Soviética. Ele renunciou ao cargo no partido em 24 de agosto de 1991, após o Golpe de Agosto. |
| | Vladimir Ivashko (1932–1994) Interino                                                              | 24 de agosto de 1991                                                                               | 29 de agosto de 1991                                                                               | 5 dias                                                                                             | Ivashko foi eleito Secretário-Geral Adjunto no 28º Congresso do Partido. Tornou-se Secretário-Geral interino após a renúncia de Gorbatchov, mas a essa altura o Partido já estava politicamente impotente. Suas atividades foram suspensas em 29 de agosto de 1991, e o partido foi banido em 6 de novembro. |

## Segundo Secretário do Partido Comunista da União Soviética
O Segundo Secretário era o representante do Secretário Geral. Ele sentava-se ao lado do Secretário Geral no Secretariado e, na prática, muitas vezes presidia as reuniões do Secretariado, pois o Secretário Geral estava ocupado cumprindo outras tarefas. Eles eram muitas vezes muito poderosos e também faziam parte do Politburo. O Segundo Secretário era visto como um trampolim para o Secretário Geral e frequentemente era responsável pelo Pessoal do Partido. Segundos Secretários proeminentes incluem Mikhail Suslov, Frol Kozlov e Nikolai Podgorny, bem como todos os Secretários Gerais pós-Stalin.